# Turbobier
Turbobier (Eigenschreibweise: TURBOBIER, Bedeutung: Dosenstechen) ist eine österreichische Punk-/Rock-Band. Konzepter und Songwriter ist Sänger und Gitarrist Marco Pogo.

## Geschichte
Die Band veröffentlichte mit I hob an Koda im Jänner 2014 ihr erstes Musikvideo. Nachdem weitere Clips auf YouTube veröffentlicht worden waren, spielte Turbobier in den Folgemonaten erste Konzerte in Österreich. Im Juli 2014 entwickelte sich das Lied Arbeitslos durch den Tag – eine Parodie auf Helene Fischers Atemlos durch die Nacht – rasch zum YouTube-Hit mit bald über einer Million Aufrufe. Dies brachte Medienpräsenz im ZDF, in Bild, der Süddeutschen Zeitung und im Kurier sowie im ORF und bei ATV; drei Titelgeschichten in der Wiener Bezirkszeitung folgten. Im April 2015 wurde Arbeitslos durch den Tag nach Freigabe durch Kristina Bach als Urheberin des Originals im deutschsprachigen Raum veröffentlicht. Das Lied findet sich auch auf dem Debütalbum Irokesentango, das bei Warner Music Europe im Juni 2015 erschien. Die Hülle zeigte eine Fotomontage von Wiens Bürgermeister Michael Häupl mit Irokesenschnitt und Stinkefinger, was Kritik bei der SPÖ hervorrief. Große Konzertauftritte hatte man auf dem Wacken Open Air, Nova Rock, Summer Breeze, dem Frequency Festival, dem Open Flair und dem Szene Openair.

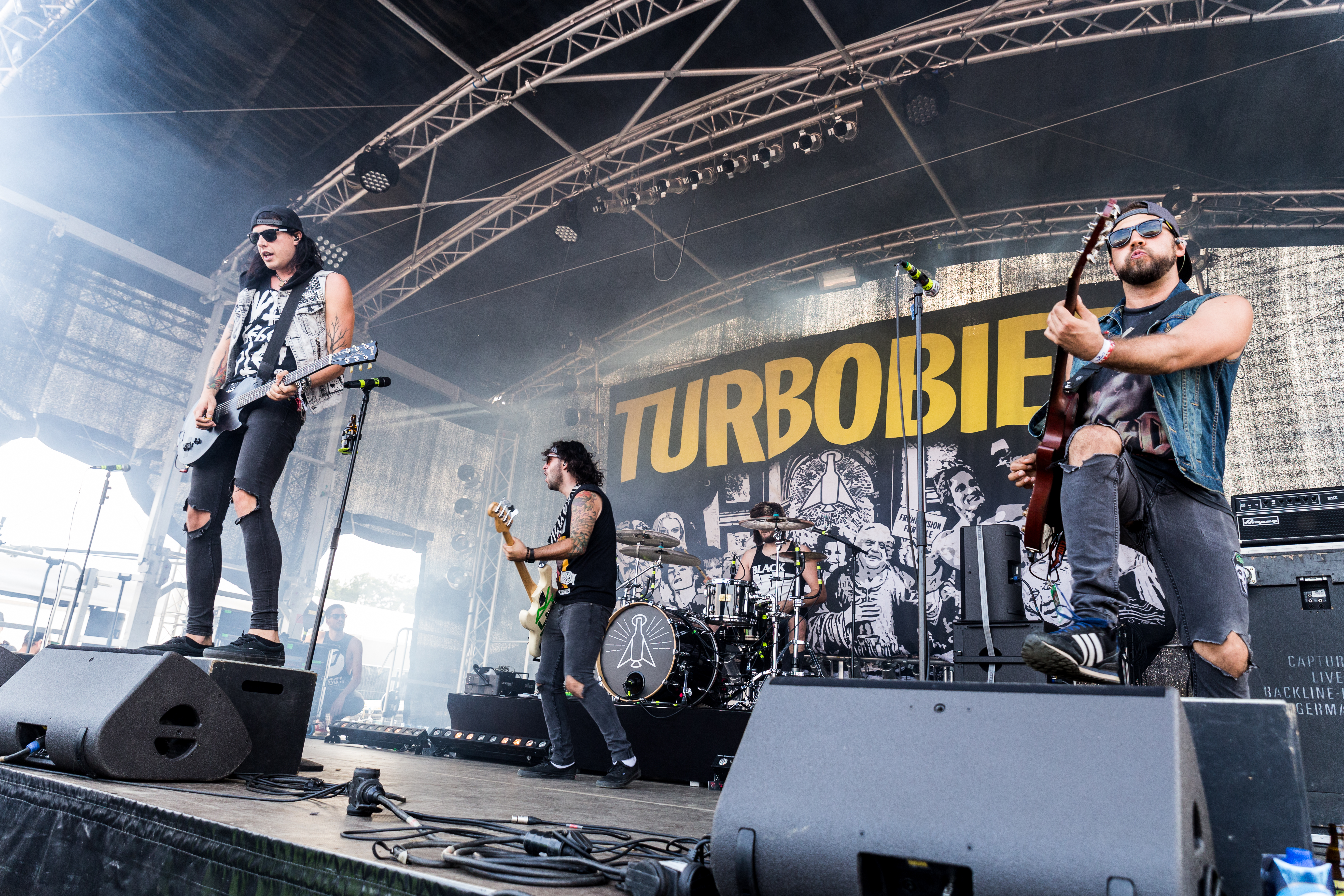
Live beim Summer Breeze (2017)

Beim Amadeus Austrian Music Award 2016 wurde sie in der Kategorie Hard & Heavy ausgezeichnet, im Jahr 2018 war die Band in dieser Kategorie wieder nominiert. Bei der Amadeus-Verleihung 2022 gewann sie erneut in der Kategorie Hard & Heavy, darüber hinaus war Turbobier auch als Live-Act des Jahres nominiert gewesen.
Am 27. Jänner 2017 erschien das zweite Album der Band, Das Neue Festament, auf dem neu gegründeten Label von Sänger Marco Pogo – Pogo’s Empire, das auf Platz eins der österreichischen Albumcharts einstieg. Über Pogo’s Empire wird auch das eigene Bier TurboBier bei Spar Österreich seit Juli 2017 im Einzelhandel vertrieben.
Im September 2018 war Turbobier erstmals für 13 Konzerte in Japan auf Tour, gefolgt von einer Tour durch China im November 2018.
Am 8. März 2019 erschien mit King of Simmering das dritte Studioalbum von Turbobier. Nadine Schmidt vom Webzine BurnYourEars bezeichnete das Album als „eine Platte für gesellige Treffen mit guten Leuten, äußerst stimmungsaufhellend und immer niveauvoll“.
2021 wirkte Turbobier bei dem Lied A Klanes Feuer der EAV mit. Zu dem Lied, welches auf dem EAV Weihnachtsalbum EAVliche Weihnachten – ihr Sünderlein kommet erschien, wurde auch ein Musikvideo produziert.

## Nebenprojekte
2016 kam das eigene Brettspiel Reparaturseidl auf den Markt. In diesem Spiel reist man durch die Wiener Bezirke, ersteht Immobilien und errichtet Zapfhähne. Derzeit ist das Spiel ausverkauft und nicht mehr erhältlich.
2017 gründete Marco Pogo die Bieristische Glaubensgemeinschaft. Die satirische Bekenntnisgemeinschaft formulierte ihre eigenen zehn Gebote.
Die Bandmitglieder waren teilweise auch in der Band The Gogets aktiv.
In Anspielung auf den Bandnamen brachte Marco Pogo ein eigenes Bier mit dem Namen TurboBier auf den Markt, das sowohl in Flaschen als auch in Dosen erhältlich ist. Vertrieben wird es unter anderem über die Bandwebseite und die Supermarktkette Spar in Österreich.

Logo Die Bierpartei

Im Jahr 2014 wurde die Bierpartei ins Leben gerufen. Sie ist im Parteienverzeichnis eingetragen und befasste sich zu Beginn satirisch mit den Themen Arbeitslosigkeit, Bierkonsum und Abschaffung von Biermischgetränken. Nach mehreren Jahren der Inaktivität begann Marco Pogo, mit der Partei ernsthafte Politik zu betreiben. Sie trat ab 2019 bei verschiedenen Wahlen an und hielt elf Sitze in einigen Wiener Bezirksvertretungen.  Die Parteihymne sowie die Wahlkampfsongs stammten alle von Turbobier. 2025 wurden alle parteipolitischen Aktivitäten eingestellt.

## Diskografie
Alben
- 2015: Irokesentango (CD/LP)
- 2017: Das Neue Festament (CD/LP)
- 2019: King of Simmering (CD/LP)
- 2021: Live in Wien
- 2023: Live im Volkstheater
- 2024: Nobel geht die Welt zugrund

Singles und EPs
- 2015: Fuaßboiplotz
- 2015: Arbeitslos durch den Tag
- 2016: Drangla Hits 77 (Gratis-Mixtape)
- 2018: Keikan ni zokkon (Japan-Release)
- 2019: Heute fahr ma Polizei (feat. Paul Pizzera)
- 2019: Beisl-Session I (EP)

Musikvideos
- 2014: I hob an Koda
- 2014: Fuaßboiplotz
- 2014: Floschnpfand
- 2014: Guad drauf (Adriano-Celentano-Parodie)
- 2014: Notstandshüfe
- 2014: Die Bierpartei
- 2014: Sperrstund
- 2015: Hånd in Hånd
- 2015: Arbeitslos (Helene-Fischer-Parodie)
- 2015: Songcontest Turbomedley (Udo-Jürgens-Parodie)
- 2015: Blaue Kappe Grüne Kappe
- 2015: I hoss olle Leit
- 2015: Strada del Bowle (Rainhard-Fendrich-Parodie)
- 2016: Pech
- 2016: Gwinnt oder valiert
- 2016: Das Dranglalied (Donikkl-Parodie)
- 2016: Sauf i aus (Taylor-Swift-Parodie)
- 2016: Seas (Adele-Parodie)
- 2016: Eier (Rage-Against-the-Machine-Parodie)
- 2016: Verliebt in einen Kiwara
- 2017: A Mensch is a Mensch
- 2017: Insel muss Insel bleiben (feat. Christopher Seiler)
- 2017: Mit mir furt (Mr. Big-Parodie)
- 2017: Der Albtraum jeder Schwiegermutter
- 2017: Punkfahrrad
- 2018: An erster Stelle
- 2018: Feuerwehrfestl
- 2018: Die heilige Bierbel
- 2018: Heiße Nächte in Palermo (EAV-Parodie)
- 2019: Heute fahr ma Polizei (feat. Paul Pizzera)
- 2019: VHS
- 2019: King of Simmering
- 2019: Zgroße Schuach
- 2019: Mord im Affekt
- 2019: Das Schlimmste... (Die-Kassierer-Cover)
- 2019: Simmeringer Hüsnjäger – Verliebt in einen Kiwara
- 2020: Simmeringer Hüsnjäger – Mitzi
- 2020: Im Zweifel

## Auszeichnungen
Amadeus Austrian Music Award
- 2016 ausgezeichnet: Hard & Heavy
- 2018 nominiert: Hard & Heavy
- 2020 nominiert: Hard & Heavy
- 2022 nominiert: Live-Act des Jahres, ausgezeichnet: Hard & Heavy[27]
- 2025 ausgezeichnet: Hard & Heavy